# Saint-Christophe-du-Ligneron
Pour les articles homonymes, voir Saint-Christophe.
Saint-Christophe-du-Ligneron est une commune française située dans le département de la Vendée en région Pays de la Loire.
Ses habitants sont appelés les Ligneronnais et Ligneronnaises.
Jusqu'en 2016, Saint-Christophe-du-Ligneron faisait partie de la Communauté de communes du Pays-de-Palluau, la ville est maintenant intégrée à la nouvelle intercommunalité Challans-Gois-Communauté.

## Géographie
Le territoire municipal de Saint-Christophe-du-Ligneron s’étend sur 4 215 hectares. L’altitude moyenne de la commune est de 47 mètres, avec des niveaux fluctuant entre 15 et 69 mètres,.
|             | Froidfond                    | Falleron              |
| Challans    | Saint-Christophe-du-Ligneron | Saint-Paul-Mont-Penit |
| Commequiers | Apremont                     | Maché                 |

### Climat
Pour des articles plus généraux, voir Climat des Pays de la Loire et Climat de la Vendée.
En 2010, le climat de la commune est de type climat océanique franc, selon une étude du CNRS s'appuyant sur une série de données couvrant la période 1971-2000. En 2020, Météo-France publie une typologie des climats de la France métropolitaine dans laquelle la commune est exposée à un climat océanique et est dans la région climatique  Bretagne orientale et méridionale, Pays nantais, Vendée, caractérisée par une faible pluviométrie en été et une bonne insolation. 
Pour la période 1971-2000, la température annuelle moyenne est de 12,2 °C, avec une amplitude thermique annuelle de 13,3 °C. Le cumul annuel moyen de précipitations est de 827 mm, avec 12,4 jours de précipitations en janvier et 6,3 jours en juillet. Pour la période 1991-2020, la température moyenne annuelle observée sur la station météorologique de Météo-France la plus proche, sur la commune de Palluau à 11 km à vol d'oiseau, est de 12,6 °C et le cumul annuel moyen de précipitations est de 928,6 mm,. Pour l'avenir, les paramètres climatiques de la commune estimés pour 2050 selon différents scénarios d'émission de gaz à effet de serre sont consultables sur un site dédié publié par Météo-France en novembre 2022.

## Urbanisme

### Typologie
Au 1er janvier 2024, Saint-Christophe-du-Ligneron est catégorisée bourg rural, selon la nouvelle grille communale de densité à sept niveaux définie par l'Insee en 2022.
Elle est située hors unité urbaine. Par ailleurs la commune fait partie de l'aire d'attraction de Challans, dont elle est une commune de la couronne,. Cette aire, qui regroupe 12 communes, est catégorisée dans les aires de moins de 50 000 habitants,.

### Occupation des sols
L'occupation des sols de la commune, telle qu'elle ressort de la base de données européenne d’occupation biophysique des sols Corine Land Cover (CLC), est marquée par l'importance des territoires agricoles (91,9 % en 2018), en diminution par rapport à 1990 (97 %). La répartition détaillée en 2018 est la suivante : 
terres arables (67,5 %), zones agricoles hétérogènes (12,4 %), prairies (12 %), zones urbanisées (2,8 %), eaux continentales (2 %), mines, décharges et chantiers (1,9 %), zones industrielles ou commerciales et réseaux de communication (1,3 %). L'évolution de l’occupation des sols de la commune et de ses infrastructures peut être observée sur les différentes représentations cartographiques du territoire : la carte de Cassini (XVIIIe siècle), la carte d'état-major (1820-1866) et les cartes ou photos aériennes de l'IGN pour la période actuelle (1950 à aujourd'hui).

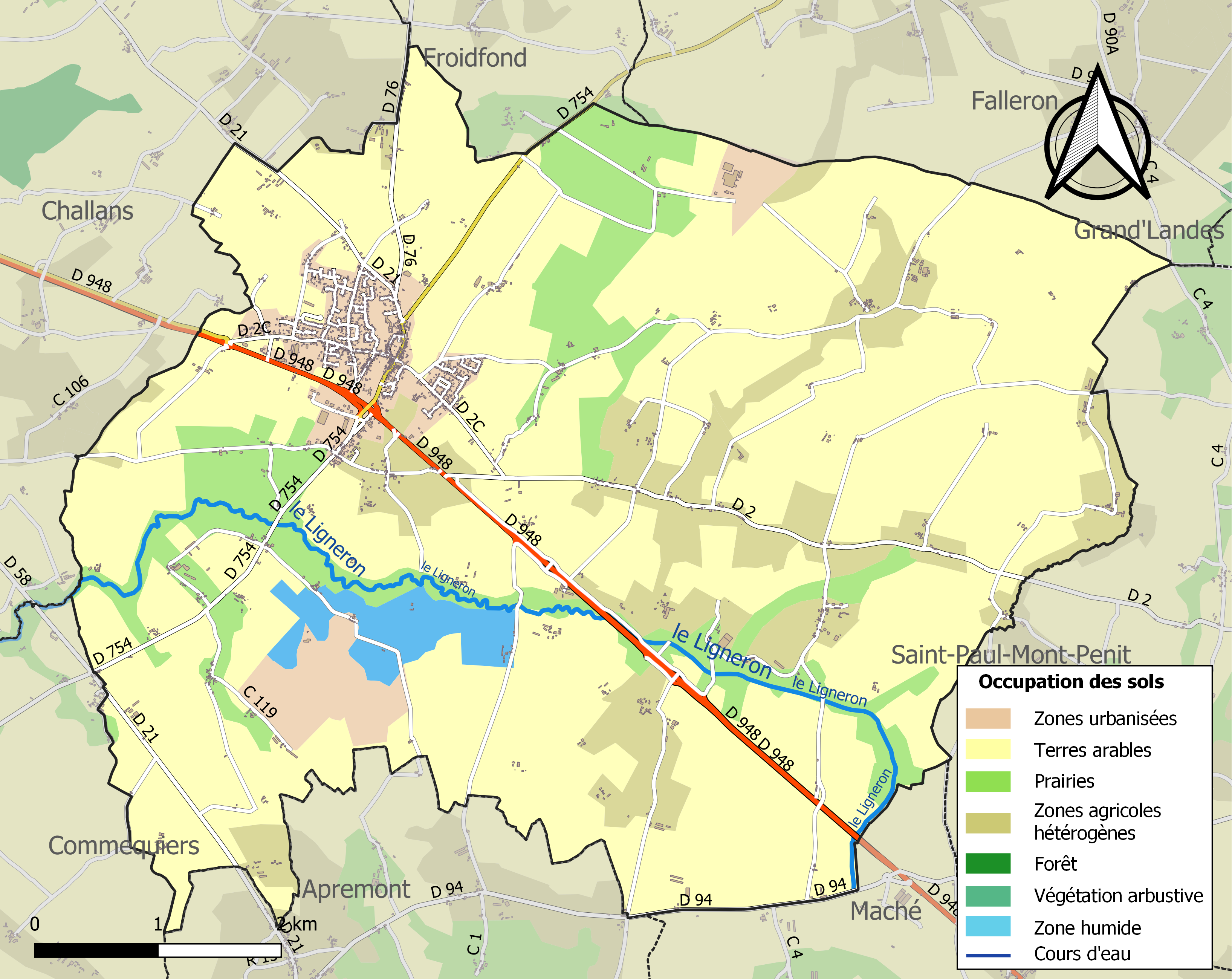
Carte des infrastructures et de l'occupation des sols de la commune en 2018 (CLC).

## Toponymie
La commune de Saint-Christophe-du-Ligneron s’appelait jadis « Saint Christophe de la Chèvre pendue ». Il faut remonter, semble-t-il, jusqu'au temps des divinités païennes pour trouver trace de cette appellation, liée, en plus d’un endroit, à l’histoire même du pays. La source du « Ligneron » (du latin «  Liger » petite Loire), rivière qui arrose la commune, s’appelait donc jadis « rivière de la Chèvre pendue » et se trouve près des villages de la Boivinière et de la Sortière, Dès 1105, la Paroisse est connue sous le nom de « Sanctus Christophorus ». Le fameux qualificatif « Chèvre Pendue » ne serait apparu que plus tard, en 1201. C’est en 1461 et 1463 que la paroisse prit le nom de « Saint Christophe de Lignerone », puis du « Ligneron ».
Durant la Révolution, la commune porte les noms de Christophe-près-la-Boulogne et de Le Ligneron.

## Héraldique
| Blason | Blasonnement : Tranché : au premier, de sinople au double cœur vidé, couronné et croiseté d'argent ; au second, d'argent à la tierce ondée d'azur en pointe ; à Saint Christophe d'argent, vêtu de gueules, issant de la tierce et brochant sur le tout. |

## Population et société

### Démographie

#### Évolution démographique
L'évolution du nombre d'habitants est connue à travers les recensements de la population effectués dans la commune depuis 1793. Pour les communes de moins de 10 000 habitants, une enquête de recensement portant sur toute la population est réalisée tous les cinq ans, les populations de référence des années intermédiaires étant quant à elles estimées par interpolation ou extrapolation. Pour la commune, le premier recensement exhaustif entrant dans le cadre du nouveau dispositif a été réalisé en 2004.

En 2022, la commune comptait 2 653 habitants, en évolution de +4,49 % par rapport à 2016 (Vendée : +5,33 %, France hors Mayotte : +2,11 %).
| 1793  | 1800 | 1806 | 1821  | 1831  | 1836  | 1841  | 1846  | 1851  |
| ----- | ---- | ---- | ----- | ----- | ----- | ----- | ----- | ----- |
| 1 100 | 933  | 971  | 1 664 | 1 685 | 1 687 | 1 735 | 1 855 | 1 852 |

| 1856  | 1861  | 1866  | 1872  | 1876  | 1881  | 1886  | 1891  | 1896  |
| ----- | ----- | ----- | ----- | ----- | ----- | ----- | ----- | ----- |
| 1 817 | 1 781 | 1 796 | 1 833 | 1 935 | 1 951 | 1 952 | 2 026 | 2 039 |

| 1901  | 1906  | 1911  | 1921  | 1926  | 1931  | 1936  | 1946  | 1954  |
| ----- | ----- | ----- | ----- | ----- | ----- | ----- | ----- | ----- |
| 2 068 | 2 085 | 2 076 | 2 005 | 1 866 | 1 861 | 1 820 | 1 688 | 1 591 |

| 1962  | 1968  | 1975  | 1982  | 1990  | 1999  | 2004  | 2006  | 2009  |
| ----- | ----- | ----- | ----- | ----- | ----- | ----- | ----- | ----- |
| 1 532 | 1 407 | 1 390 | 1 449 | 1 434 | 1 630 | 1 884 | 2 117 | 2 447 |

| 2014  | 2019  | 2022  | - | - | - | - | - | - |
| ----- | ----- | ----- | - | - | - | - | - | - |
| 2 536 | 2 586 | 2 653 | - | - | - | - | - | - |

#### Pyramide des âges
En 2018, le taux de personnes d'un âge inférieur à 30 ans s'élève à 35,7 %, soit au-dessus de la moyenne départementale (31,6 %). À l'inverse, le taux de personnes d'âge supérieur à 60 ans est de 25,0 % la même année, alors qu'il est de 31,0 % au niveau départemental.
En 2018, la commune comptait 1 216 hommes pour 1 354 femmes, soit un taux de 52,68 % de femmes, légèrement supérieur au taux départemental (51,16 %).
Les pyramides des âges de la commune et du département s'établissent comme suit.
| Hommes | Classe d’âge | Femmes |
| ------ | ------------ | ------ |
| 0,7    | 90 ou +      | 3,5    |
| 6,4    | 75-89 ans    | 8,0    |
| 15,0   | 60-74 ans    | 16,1   |
| 20,5   | 45-59 ans    | 18,2   |
| 20,7   | 30-44 ans    | 19,4   |
| 16,8   | 15-29 ans    | 15,6   |
| 20,0   | 0-14 ans     | 19,1   |

| Hommes | Classe d’âge | Femmes |
| ------ | ------------ | ------ |
| 0,8    | 90 ou +      | 2,2    |
| 8,7    | 75-89 ans    | 11,1   |
| 20,3   | 60-74 ans    | 21,3   |
| 20     | 45-59 ans    | 19,4   |
| 17,5   | 30-44 ans    | 16,8   |
| 15     | 15-29 ans    | 13,2   |
| 17,7   | 0-14 ans     | 16,1   |

## Lieux et monuments
D’origine très ancienne, la commune de Saint Christophe-du-Ligneron a conservé  peu de vestiges de son lointain passé :
- La Chapelle Saint-Jean, près de la source du Ligneron,
- Un pan de mur, ultime ruine du château médiéval de la Chalonnière
- La Pierre de la Joséphine, menhir découvert en 1985[22], il est situé dans la zone artisanale.
- Le Castel du Verger (propriété privée proposant des chambres d'hôtes)
- L'ancien Château fort qui date du XVe siècle, sa chapelle protestante qui date du XVIIe siècle
- Le Calvaire breton de l’aire de pique-nique.
- L’église Saint-Christophe : construite dans la première moitié du siècle précédent, de style grec moderne, avec son christ en bois du XVe siècle, objet classé.
- Les Puces Ligneronnaises : cette foire à la brocante propose des antiquités à la vente à Saint-Christophe-du-Ligneron. Plus de 200 brocanteurs et antiquaires professionnels donnent rendez-vous aux chineurs le 3e dimanche de juillet et le 2e dimanche d'août. Sur place, c'est une foire aux saveurs et produits du terroir - repas campagnard - halte-garderie - chaque année, elle attire plus de 15000 visiteurs.
- Plan d'eau des Abras
- La croix de Barillon, érigée en 1967 par l'association du souvenir vendéen en l'honneur de Paul Barillon et de ses compagnons[23].

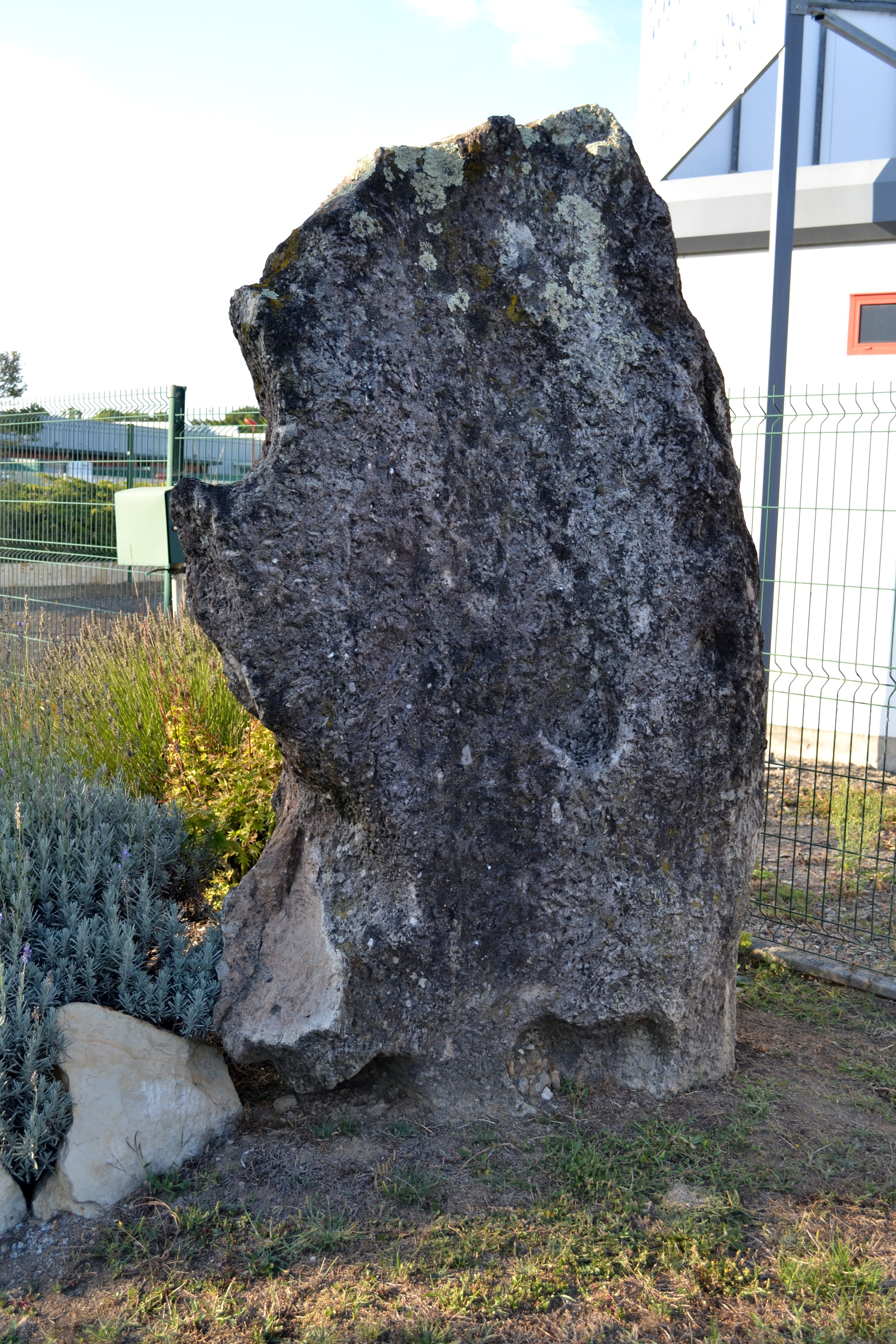
Pierre de la Joséphine
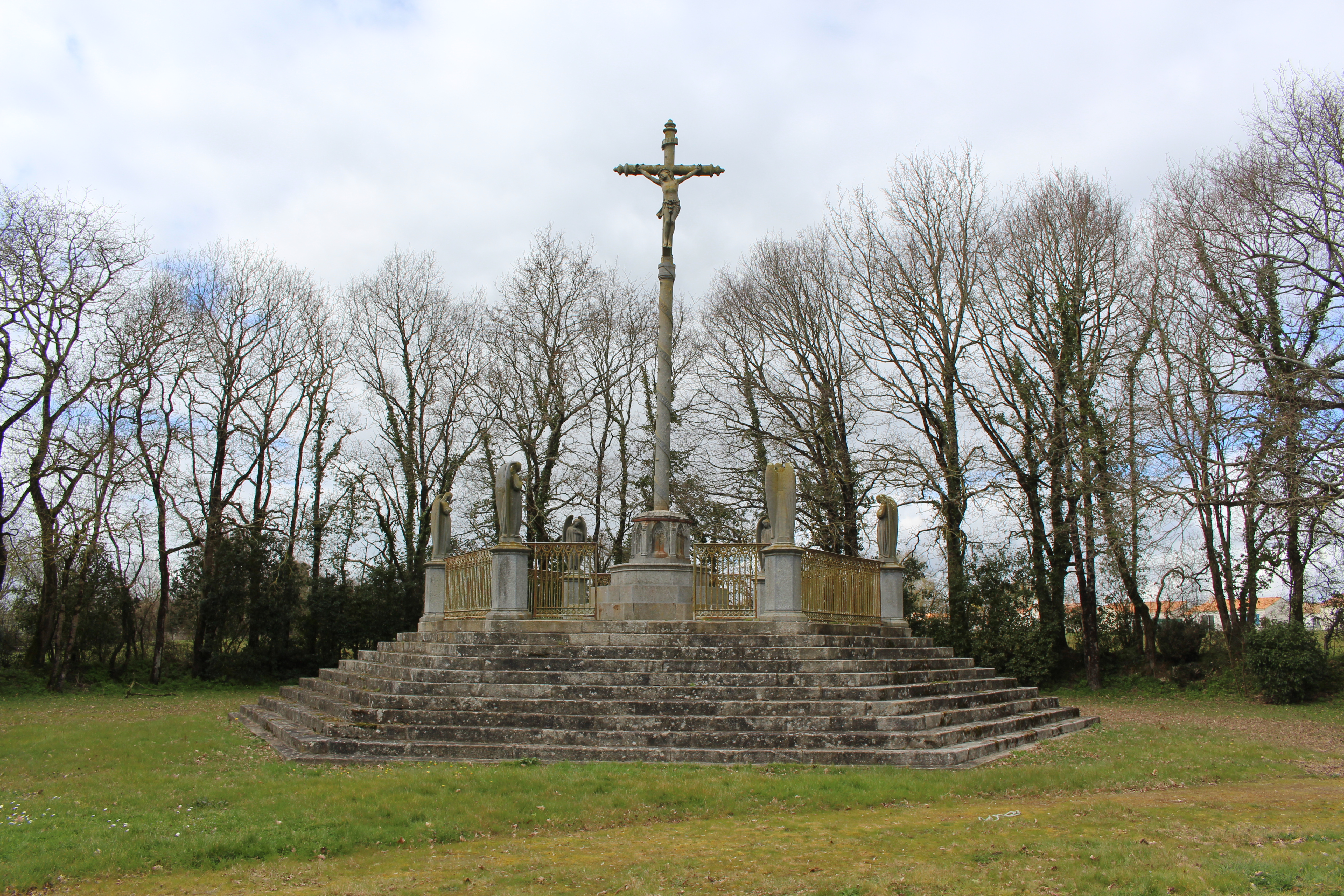
Le calvaire breton
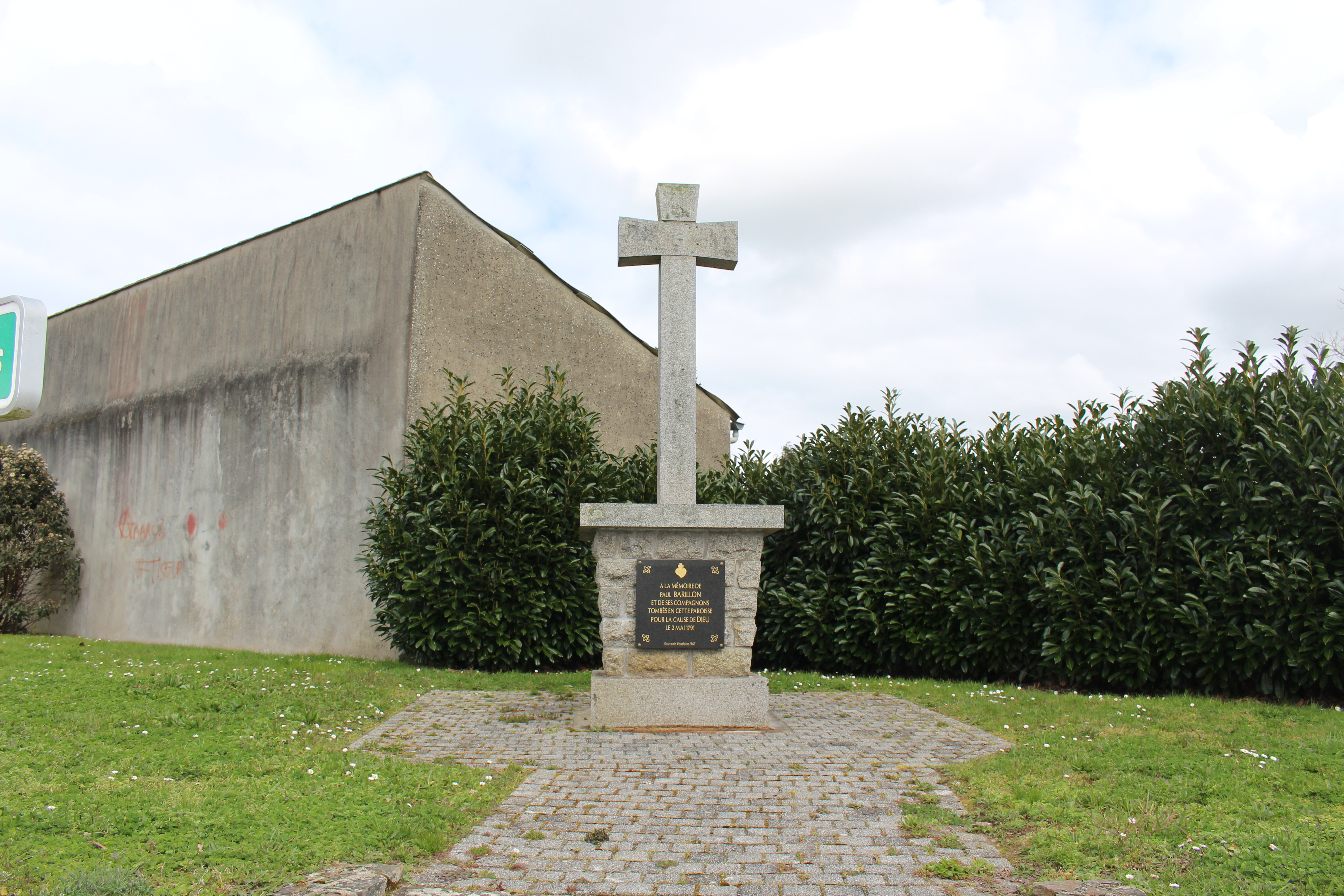
La croix de Barillon
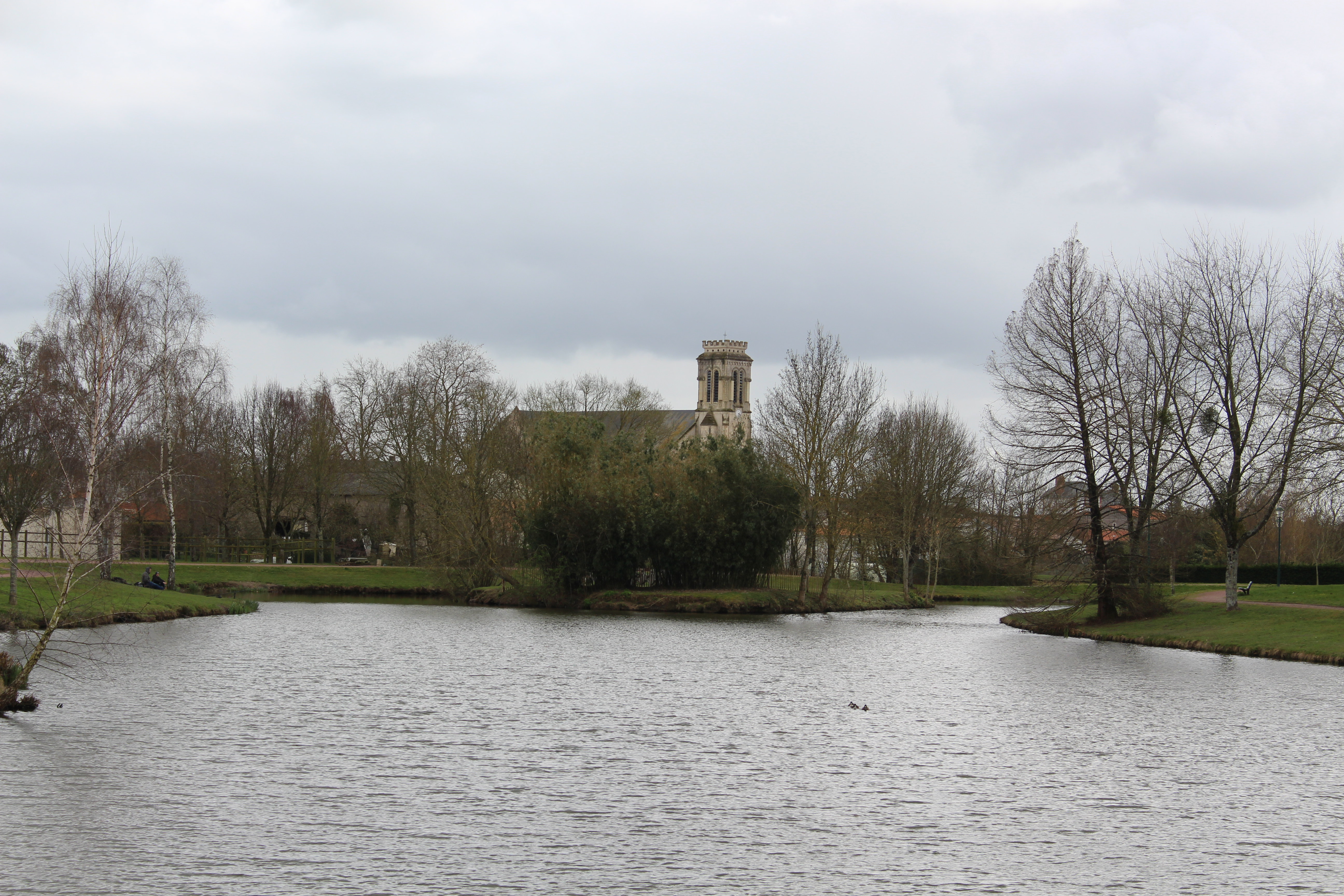
Le plan d'eau des Abras